# Люгхарт, Клас
Клас Аугюстинюс Люгхарт (нидерл. Klaas Augustinus Lugthart; 18 апреля 1928, Гронинген — 9 февраля 2015, Боргер, Дренте) — нидерландский футболист, игравший на позиции полузащитника. Наиболее известен как игрок клуба «Бе Квик 1887», в составе которого выступал на протяжении всей карьеры. В составе сборной Нидерландов сыграл два товарищеских матча. Помимо футбола, занимался водными видами спорта: прыжками в воду, водным поло и плаванием. Он также работал учителем гимнастики.

## Личная жизнь
Клас Аугюстинюс родился в апреле 1928 года в городе Гронинген. Отец — Геррит Антони Бастиан Люгтхарт, мать — Хилтье Хемстра, оба родителя были родом из Гронингена. Люгхарт женился в возрасте тридцати двух лет — его избранницей стала Анни Тиммерманс. Их брак был зарегистрирован 3 ноября 1960 года в городе Стадсканал. В браке родилось трое детей: дочь Сандра, сыновья Герт и Марсел Луи.
Умер 9 февраля 2015 года в возрасте 86 лет в Боргере в провинции Дренте. Церемония кремации состоялась в крематории Кересхоф.

## Матчи и голы за сборную
| № | Дата            | Оппонент      | Д / Г | Счёт | Голы | Соревнование      |
| - | --------------- | ------------- | ----- | ---- | ---- | ----------------- |
| 1 | 19 октября 1952 | Бельгия       | Г     | 2:1  | —    | Товарищеский матч |
| 2 | 15 ноября 1952  | Англия (люб.) | Г     | 2:2  | —    | Товарищеский матч |

1. ↑  Не является официальным товарищеским матчем ФИФА.

Итого: 2 матча / 0 голов; 1 ничья, 1 поражение.